# Bystrzanowice-Dwór
Bystrzanowice-Dwór (dawn. Bystrzanowice Drugie) – wieś w Polsce położona w województwie śląskim, w powiecie częstochowskim, w gminie Janów.
W latach 1975–1998 miejscowość administracyjnie należała do województwa częstochowskiego.

## Historia
Pierwsza wzmianka o wsi pojawia się w źródłach z roku 1385, gdzie została odnotowana pod nazwą Bistronouicz. W roku 1507 miejscowość została wykazana jako należąca do powiatu lelowskiego, natomiast w 1581 roku znajdowała się w granicach parafii Staromieście. W XVIII wzniesiono we wsi pałac.